# Герман (Камалов)
Епи́скоп Ге́рман (в миру Алише́р (в крещении Алекси́й) Музаффа́рович Кама́лов; 22 марта 1968, Самарканд) — епископ Русской православной церкви, епископ Сочинский и Туапсинский.
Тезоименитство: 28 июня/11 июля (преподобного Германа Валаамского).

## Биография
Родился 22 марта 1968 года в городе Самарканде Узбекской ССР. В 1979 году переехал в Краснодар.
В 1985 году после окончания средней школы поступил в Краснодарский политехнический институт. В 1986—1988 годы служил в рядах Советской армии.
В августе 1988 года поступил в Ленинградскую духовную семинарию, которую окончил в 1991 году. В том же году поступил в Ленинградскую духовную академию
10 июля 1991 года пострижен в монашество архиепископом Краснодарским и Кубанским Исидором (Кириченко) с наречением имени Герман в честь преподобного Германа Валаамского.
12 июля 1991 года рукоположён во иеродиакона, 19 августа 1991 года — во иеромонаха.
В 1991—2008 годы — настоятель Покровского храма станицы Елизаветинской (город Краснодар). Был возведён в сан игумена.
В 1997 году окончил Санкт-Петербургскую духовную академию.
Нёс епархиальные послушания, в том числе руководил епархиальным отделом по взаимодействию с ГУ ФСИН и являлся настоятелем домовой церкви в честь святых благоверных князей Бориса и Глеба при исправительной колонии № 14 города Краснодара.
Член редакционного совета и автор множества публикаций в епархиальной газете «Православный голос Кубани».
В 2006—2008 годы преподавал богослужебный устав и литургику в Екатеринодарской духовной семинарии.
15 апреля 2008 года решением Священного Синода был назначен на должность клирика Свято-Николаевского ставропигиального прихода в Риме (Италия).

### Архиерейство
22 марта 2011 года решением Священного Синода был избран епископом Ейским, викарием Екатеринодарской епархии.
17 апреля 2011 года в Храме Христа Спасителя был возведён Патриархом Кириллом в сан архимандрита.
29 апреля 2011 года в крестовом храме Владимирской иконы Божией матери Патриаршей резиденции в Чистом переулке наречён во епископа Ейского, викария Екатеринодарской епархии.
1 мая 2011 года в Успенском соборе Троице-Сергиевой Лавре был хиротонисан во епископа Ейского, викария Екатеринодарской епархии. Хиротонию совершали: патриарх Московский и всея Руси Кирилл, митрополит Крутицкий и Коломенский Ювеналий (Поярков), митрополит Саранский и Мордовский Варсонофий (Судаков), митрополит Волоколамский Иларион (Алфеев), митрополит Екатеринодарский и Кубанский Исидор (Кириченко), архиепископ Истринский Арсений (Епифанов), архиепископ Верейский Евгений (Решетников), архиепископ Сергиево-Посадский Феогност (Гузиков), архиепископ Егорьевский Марк (Головков), архиепископ Бориспольский Антоний (Паканич), епископ Майкопский и Адыгейский Тихон (Лобковский), епископ Солнечногорский Сергий (Чашин), епископ Элистинский и Калмыцкий Зиновий (Корзинкин).
В 2011 году защитил кандидатскую диссертацию на тему: «Сотериологическое свидетельство Русской Православной Церкви и права человека в диалоге с секулярным миром» в Киевской духовной академии.
27 июля 2011 года решением Священного Синода назначен ректором Екатеринодарской духовной семинарии.
С 12 по 23 декабря 2011 года слушал двухнедельные курсы повышения квалификации для новоизбранных архиереев Русской Православной Церкви в Общецерковной аспирантуре и докторантуре имени святых равноапостольных Кирилла и Мефодия.
Решением Священного Синода от 12 марта 2013 года определено преосвященному епископу Герману быть епископом Ейским и Тимашевским — правящим архиереем вновь созданной епархии входящей в состав Кубанской митрополии.
С приходом епископа Германа на Ейскую кафедру связано много скандалов. В январе 2014 года прихожане Михайловского храма г. Ейска собрали около 2000 подписей под Обращением к митрополиту Екатеринодарскому и Кубанскому Исидору о недоверии владыке Ейской и Тимашевской епархии Герману, в связи с по их словам рейдерским захватом епископом Германом их храма 
После прихода на Ейскую кафедру епископ Герман ликвидировал  строящийся местными благодетелями приют для детей, здание, построенное для приюта епископ Герман переоборудовал  в епархиальную резиденцию 
В 2017 году епископ Герман принял в свою епархию и назначил на служение в станицу Калининская известного своей нетрадиционной сексуальной ориентацией игумена Юрия (Пальчикова)(позже запрещен в служении). Поведение и наклонности нового настоятеля вызывали смуту среди верующих, прихожане храма станицы Калининская неоднократно обращались в епархию с письменными жалобами на игумена Юрия и его сожителя, но остались без ответа. В 2018 году епископ Герман назначил игумена Юрия(Пальчикова) благочинным Кущевского округа.

Позже в 2018 году в интернете появилась аудиозапись сделанная алтарником храма станицы Кущевская, на которой благочинный игумен Юрий (Пальчиков) домогается до несовершеннолетнего алтарника своего храма. В ответ на разгоревшийся общественный резонанс Епископ Герман в заявлении епархии назвал запись монтажом, а скандал постарались замять:
"По нашим данным, фразы в аудиозаписи вырваны из контекста и являются монтажом. Вопросов к отцу Юрию со стороны руководства епархии нет, никаких иных дисциплинарных мер к нему не принято, — уточнили в пресс-службе Ейской епархии. 
В связи с такой позицией епархиального управления, появилось обращение к епископу Герману московского священника Георгия Максимова — клирика храма преподобного Сергия Радонежского в Бусинове, по его словам он вынужден опубликовать свое видео в связи с тем, что «Ейское епархиальное начальство - епископ Герман - становится на сторону игумена Пальчикова и старается это дело замять и представить так, как будто ничего не произошло, а те, кто не согласен с этим слышат угрозы в свой адрес». 
«Факт в том, что не смотря на предоставленные доказательства домогательств игумен продолжает служить. Такое попустительство со стороны церковных властей заставляет меня сомневаться, что церковный суд Ейской епархии будет беспристрастен, ведь главой церковного суда является епископ Герман»(цитата из обращения священника Георгия Максимова)  
Также священник Георгий обратил внимание на лояльность епископа Германа игумену Юрию, при строжайшем отношении к другим менее лояльным ему священникам:
«Представители нетрадиционной сексуальной ориентации навязывают свою болезнь своим церковным сотрудникам, но владыка Герман не видит в этом проблемы. При этом известно немало случаев когда за гораздо меньшие проступки священники получали вполне конкретное наказание. Например в 2014 году владыка Герман запретил архимандрита Серафима (Кошелева) в служении за то, что тот не явился за оригиналом указа епископа в епархиальное управление» (Скрин прилагается. Цитата из обращения священника Георгия Максимова)
Данное видеообращение набрало более 120 тысяч просмотров, после чего епархия сменила свою позицию и Юрий Пальчиков был  запрещен в служении на 7 лет, но не лишен священного сана, что требуется согласно церковным канонам.
16 июля 2013 года решением Священного Синода освобождён от должности ректора Екатеринодарской духовной семинарии.
28 декабря 2018 года назначен епископом Сочинским и Туапсинским.
В конце 2019 года руководители национальных общин г. Сочи обратились с открытым письмом к Святейшему Патриарху Кириллу, по их словам, с приходом на сочинскую кафедру епископ Герман воздвиг гонения и активно мешал деятельности священнослужителей, которые все эти годы активно развивали Православие в Сочи с нуля, при этом авторитетно зарекомендовали себя как люди среди местных жителей.    
Вскоре после прихода на Сочинскую кафедру Епископ Герман лишил должности игумению Анастасию (Михалко), которая основала единственный в городе Троице-Георгиевский женский монастырь в селе Лесное, за 20 лет её настоятельства, силами игумении Анастасии и местных меценатов удалось построить восемь храмов и корпуса монастыря.  По состоянию на 2018 год в монастыре под управлением игумении Анастасии количество насельниц монастыря составляло более 20 монахинь и схимонахинь и более 10 послушниц. В 2019 году епископ Герман назначил на должность игумении монастыря монахиню Дросиду (Сорокопуд).      Вскоре после увольнения игумения Анастасия (Михалко) заболела и после непродолжительной болезни скончалась  Уход из жизни основательницы Троице-Георгиевского женского монастыря в Сочи игуменьи Анастасии, вызвал конфликт и противостояние между прихожанами и епархией. Епископ Герман, вопреки православным традициям отказался исполнить последнюю волю игуменьи — похоронить её на территории построенного ею монастыря.   После событий вокруг основательницы монастыря, количество насельниц единственного в Сочинской епархии женского монастыря монастыря резко сократилось и по состоянию на 2023 год включает четырёх монашествующих, включая игумению Дросиду.
С 18 мая по 25 августа 2020 года временно управлял Армавирской епархией.
На сочинской кафедре епископ Герман отметился попытками овладеть землёй курортного города.  В 2019 году такая попытка закончилась только общественными возмущениями   . В 2022 году действия епископа Германа вызвали конфронтацию с мэрией и Росимуществом, в результате чего арбитражный суд отказал епархии в её требованиях 